# César Pérez de Tudela
César Pérez de Tudela y Pérez (Madrid, 16 de junio de 1940) es un alpinista, periodista y abogado español. Es también inspector jefe de policía.

## Montañismo
César Pérez de Tudela es uno de los alpinista más conocidos de España y divulgador del montañismo desde los años 60, a través de TVE, emisoras de radio y prensa.
Ha pronunciado centenares de conferencias sobre la superación, el esfuerzo y la ilusión que los alpinistas y escaladores de montaña aportan a la sociedad en reuniones empresariales, escuelas de negocios y universidades españolas.
Durante los años 60 desarrolló una notable carrera deportiva: Miembro, desde 1960 de la selección española de alpinismo; campeón Universitario de Esquí de fondo (1961, 1962 y 1963), elegido mejor alpinista de Madrid en 1967. En su profesión de alpinista, destacan sus actividades en la cara Norte de los Alpes y la coronación por cuatro veces de la cima del Aconcagua, en solitario en 1971 y 1972. Como se había puesto en duda que lo hiciera, en este año se llevó el libro ascensiones que estaba en la cumbre, afirmando que la cruz de hierro era pesada. La escalada invernal al Naranjo de Bulnes tuvo un gran eco mediático, acrecentado por la polémica con que terminó.
Entre los picos que ha alcanzado figuran también el Piz Badile, el McKinley, el Eiger, el Tirich Mir Oeste o el Cerro Torre.
Ha sufrido duros reveses en su carrera como alpinista, incluyéndose dos infartos cardiacos, uno en el Everest, dirigiendo la expedición de la Universidad Complutense de Madrid en 1992 y otro en el Gulab Kangri, en el Tíbet en 1997.
En 1995 descendió el monte Kinabalu en Borneo, por primera vez en parapente, y entre 1996 y 2000 realizó expediciones a los hielos patagónicos.

## Televisión
En 1970 se presentó al concurso de Televisión española Las diez de últimas, presentado por José Luis Pécker, lo que le proporcionó una gran popularidad. Tal fue el reconocimiento, que TVE decidió contratar sus servicios y se convirtió en uno de los reporteros del programa Los reporteros (1974), junto a periodistas de la talla de Jesús González Green o Miguel de la Quadra Salcedo. En los años siguientes mantendría su relación con TVE colaborando en espacios como 300 Millones (1982) en su última etapa. De esa época data su expedición a las islas de la Antártida con un equipo de TVE.

## Radio
Ha colaborado a lo largo de tres décadas con diferentes emisoras, como la COPE, Onda Cero, esRadio  o Radio Nacional de España, donde realizó el programa La aventura de la montaña.

## Libros
En 2004 ingresó en la Real Academia de Doctores de España. A lo largo de los años, Pérez de Tudela ha llegado a escribir más de 30 libros, entre los que figuran:
- ¿Qué pasó en el Aconcagua?1972
- Mis Líos. 1975
- Derecho de la montaña. 1995
- Mi cuaderno del Himalaya. 1994
- Norte y sur: McKinley y Monte Sarmiento. 1994
- Sobrevivir en la montaña. 1986
- Yo vi al Yeti: relatos del barón de Cotopaxi.
- Camino de Karibú. Anaya, 1998
- Cinco montañas solo. Memorias de un explorador. 2000
- Cuentos del barón de Cotopaxi. 2001
- Sakya, el valle de los yetis. 2001
- El lama Milarepa: el mandato del alma. Enseñanzas para el aprendizaje de la vida. 2002
- Crónica alpina de España. Siglo XX. 2004
- Mi lucha por la montaña. 1972
- Horizontes verticales. 1989
- Cinco montañas solo. 2000
- Conversaciones con César P. de Tudela. 2003
- Derecho de la montaña. 1996
- El lama Milarepa. 2002

## Premios[3]
- Medalla de Oro al Montañismo por actividad (1967, 1968 y 1969).
- Medalla de Plata de la Juventud (1977).
- Cruz Blanca al Mérito Policial, por rescates en montaña (1971).
- Medalla de Oro de la Real Orden al Mérito Deportivo (2003).
- Placa de Honor de la Mutualidad General Deportiva (2003).
- Socio de Honor de la Sociedad Geográfica Española (2003).
- Académico correspondiente de la Real Academia de Doctores de España (2003).
- Real Orden del Mérito Deportivo. Medalla de Oro (2004).
- Cruz de Plata al Mérito de la Guardia Civil (2011).